# Samoilă Mârza
Samoilă Mârza (Galtiu, 18 settembre 1886 – Alba Iulia, 19 dicembre 1967) è stato un fotografo romeno, conosciuto soprattutto per aver realizzato gli unici scatti fotografici che raffigurano la Grande Assemblea Nazionale di Alba Iulia del 1º dicembre 1918, che sancì l'unione della Transilvania al resto della Romania.

## Biografia
Mârza nacque in una famiglia di contadini romeni a Galtiu, nel comune di Santimbru, Alba. Sua madre, Ana, morì giovane, lasciandosi dietro quattro figli. Il padre Stefan si era risposato con una donna dello stesso paesino, Raveca Crişan, dalla quale ebbe altri 6 figli. Mârza frequentò la scuola primaria, greco-cattolica, a Galtiu, e in seguito il liceo ad Alba Iulia. Dopo essersi diplomato, venne mandato dai genitori, tra il 1909 e il 1911, come apprendista presso il fotografo Sibiu Karl Iainek, dal quale imparò il mestiere. Si comprò la sua prima macchina fotografica in seguito alla vendita di due buoi nella fattoria di famiglia.
In seguito allo scoppio della prima guerra mondiale, nel 1914, Mârza venne reclutato nell'esercito austro-ungarico e mandato al fronte in Galizia arrivando fino a Riga. Nel 1916, con l'entrata in guerra della Romania, venne inviato al fronte in Italia, dove prestò servizio topografico e fotografico. Al termine della guerra, il fotografo si trovava a Trieste, da dove partì per Vienna in seguito alla ritirata dei militari romeni organizzata dal Consiglio Nazionale Centrale Romeno. Vi arrivò il 6 novembre 1918 in cui scattò tre fotografie che mostrano la benedizione della prima bandiera tricolore del Consiglio Militare Nazionale Romeno (14 novembre 1918), alla presenza del generale Ioan Boeriu, di Iuliu Maniu ed altri.
Nel ritorno verso casa, Mărza seguì la strada Vienna, Zagabria, Belgrado, Timisoara, riuscendo ad arrivare quattro giorni prima della Grande Assemblea Nazionale così che poté fotografere anche i suoi concittadini di Galtiu. Da qui partì in bicicletta, carica della macchina fotografica a soffietto, dell treppiede, flash e delle lastre di vetro, per raggiungere Alba Iulia distante undici chilometri dove si sarebbe tenuta la Grande Assemblea Nazionale. Mărza non venne autorizzato ad entrare perché senza un permesso. Tuttavia il fotografo tedesco che avrebbe dovuto presenziare, un certo Arthur Bach, non si presentò, pertanto l'incarico fu affidato a Mărza. Le avverse condizioni meteo consentirono di scattare solo cinque immagini della Grande Assemblea Nazionale a causa dei lunghi tempi di esposizione: la folla presente, i palchi ufficiali dai quali Aurel Vlad e il vescovo cattolico di Gherla, Iuliu Hossu, leggerono l'atto di unione. 
Nel 1919 Mârza pubblicò le foto in un album intitolato La grande assemblea di Alba Iulia in volti, citato nell'edizione del quotidiano "Alba Iulia". L'album venne presentato dalla delegazione romena alla conferenza di pace del Trattato di Versailles. Esemplari furono inviati al re Ferdinando I di Romania, al primo ministro Ion C. Brătianu, al presidente del consiglio direttivo Iuliu Maniu, al generale francese Henri Berthelot e ad altre personalità dell'epoca. L'album ottenne un buon successo, tanto che il re inviò a Mârza un biglietto di raccomandazione, accogliendolo tra i fornitori di corte. Il generale Berthelot gli inviò un abbonamento di viaggio valido per tutte le ferrovie francesi. Nicolae Iorga lo menziona nelle sue memorie: "Mi è stato portato dalla Transilvania un ammirabile album del fotografo Samoilă Mârza, che raffigura le ultime manifestazioni". Successivamente, Mărza fotografa: le visite di Re Ferdinando ad Alba Iulia, Abrud e Câmpeni (1919); l'incoronazione del re Ferdinando e della Regina Maria (1922); le commemorazioni a Tebea, in occasione del centenario della nascita di Avram Iancu (1924); la celebrazione dei dieci anni dalle manifestazioni dell'Unione (1929).

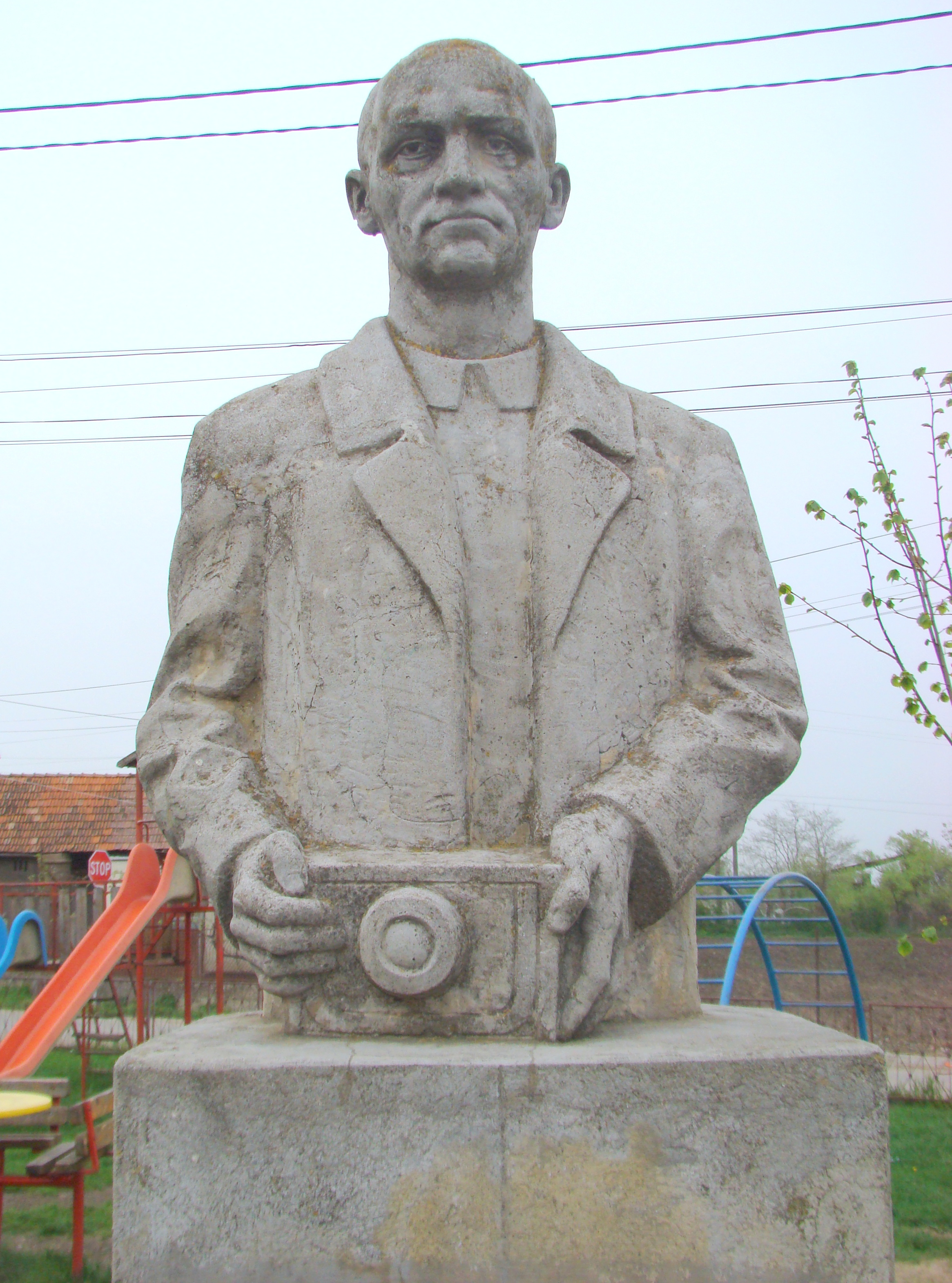
Il busto di Samoilă Mârza a Galtiu, opera di Narcis Dumitru Borteș

Durante la sua visita ad Alba Iulia, nel 1966, Mârza regalò il suo ultimo album, The Great Assembly of Alba Iulia in Pictures, al dittatore Nicolae Ceauşescu. L'anno successivo il direttore del Museo Nazionale dell'Unione di Alba Iulia, Gheorghe Anghel, convinse il fotografo a donare la sua vecchia macchina fotografica a soffietto al Museo. Lo stesso anno, Mârza moriva di un male incurabile.
Nonostante il suo lavoro abbia avuto un'enorme rilevanza storica per la storia romena, il fotografo visse sempre in condizioni di povertà, specialmente negli ultimi anni della sua vita, come dimostra il fatto che per quasi 60 anni utilizzò la stessa vecchia macchina fotografica con cui aveva scattato gli eventi di quel famoso 1º dicembre 1918. Per questo motivo fu costretto a vendere alcune lastre fotografiche speciali con le quali furono poi costruiti degli specchi. In questo modo si sono perse per sempre molte immagini.
 Perfino la sua tomba venne dimenticata e lasciata incustodita e fu comunicato agli eredi che avrebbero riesumato i resti del fotografo per mancato pagamento di una tassa di concessione. Grazie all'intervento di alcuni storici che bloccarono tale azione.
Nel 2003 fu eretto un monumento sulla sua tomba. Nel paesino di Galtiu, il 23 novembre dello stesso anno, venne collocato il busto realizzato dallo scultore Narcis Dumitru Borteș assieme alla pubblicazione del volume Samoilă Mârza - 1886-1967 - Il fotografo dell'Unione della Transilvania con la Romania.